# Xystrocera vicina
Xystrocera vicina là một loài bọ cánh cứng trong họ Cerambycidae.